# Wiszniewogorsk
Wiszniewogorsk (ros. Вишневогорск) – osiedle typu miejskiego w Rosji, w obwodzie czelabińskim, w rejonie kaslińskim. W 2010 liczyło 4569 mieszkańców.